# Краснопартизанское сельское поселение (Ростовская область)
Краснопартизанское сельское поселение — муниципальное образование в Ремонтненском районе Ростовской области.
Административный центр поселения — посёлок Краснопартизанский.

## История
В 1847 году на Царицинско―Ставропольском тракте началась разбивка здешних земель под будущие поселения. Почти через три четверти века здесь основывается посёлок, который впоследствии получил Краснопартизанский.
Во время Гражданской войны район стал место вооружённых столкновений белых и красных отрядов. В январе 1918 года здесь был создан большевистский революционный комитет.
Весной 1919 года красные войска Элистинской дивизии окончательно вытеснили отряды Добровольческой армии.
В 1925 году здесь поселились 60 семей. Многие из них были красными партизанамии сражались здесь ранее. Отсюда и получил своё название посёлок. Вскоре поселенцы объединились в товарищество по совместной обработке земли (сокращённо — ТОЗ). Летом 1930 года в посёлке был образован совхоз.
Здешние жители вели очень бедную жизнь. В 1935 году здесь появилась изба-читальня, в которой изначально даже не было книг, а только газеты и журналы.
Лишь к концу 1930-х годов жизнь в посёлке начала понемногу налаживаться. Открылась больница.
В 1941 году на войну с Германией ушло 200 жителей посёлка. Большинство из них домой не вернулось.

## Население
| 2010 | 2012 | 2013 | 2014 | 2015 | 2016 | 2017 | 2018 | 2019 |
| ---- | ---- | ---- | ---- | ---- | ---- | ---- | ---- | ---- |
| 1017 | ↘989 | ↘980 | ↘977 | ↘953 | ↗959 | ↗965 | ↗979 | ↘974 |
| 2020 | 2021 |      |      |      |      |      |      |      |
| ↘964 | ↘943 |      |      |      |      |      |      |      |

## Состав поселения
| № | Населённый пункт   | Тип населённого пункта          | Население |
| - | ------------------ | ------------------------------- | --------- |
| 1 | Краснопартизанский | посёлок, административный центр | 937       |
| 2 | Заповедное         | село                            | 80        |